# Dankeskirche (Hamburg-Hamm)
Die Dankeskirche war eine evangelisch-lutherische Kirche im Süden des Hamburger Stadtteils Hamm. Sie wurde ursprünglich im Jahr 1895 erbaut und im Zweiten Weltkrieg zerstört. Der Neubau wurde am 24. Januar 1974 eingeweiht. Zur Erinnerung an den zerstörten Vorgängerbau wurden vier rote Ziegelsteine der alten Kirche über dem Grundstein eingemauert.
Aufgrund sinkender Mitgliederzahlen wurde die Kirche 2021 aufgegeben und entwidmet. Der Entwidmungsgottesdienst fand am 24. Oktober 2021 im Beisein von Bischöfin Kirsten Fehrs statt. Nach dem Abriss soll hier ein Wohnprojekt entstehen.

## Vorgängerbau von Hugo Groothoff

Dankeskirche Hamm-Süd (erbaut 1895, zerstört 1943)

Die ursprüngliche Dankeskirche nach Entwurf des Hamburger Architekten Hugo Groothoff stand in der Süderstraße 238 zwischen Louisenweg und Kreuzbrook (Koordinaten: 53° 32′ 51,7″ N, 10° 2′ 52,1″ O). Der Grundstein für die anfänglich frei stehende Kirche in Fachwerkbauweise wurde am 3. September 1893 gelegt, nachdem das Baugelände und die gesamte aus sumpfiger Marschlandschaft bestehende Umgebung 1892 auf 2,20 m über NN aufgeschüttet und befestigt worden waren, um das Gebiet südlich der Hammer Landstraße zu erschließen. Die Kirche mit veranschlagten Baukosten in Höhe von 53.000 Mark wurde nach Fertigstellung im Oktober 1895 mit insgesamt 65.000 Mark abgerechnet und bot der stark wachsenden Gemeinde rund 500 Plätze. Den Altar im Stil der Neugotik hatte der Holzbildhauer Gustav Kuntzsch in Wernigerode geschaffen.
Die Kirche brannte bei den Luftangriffen der Operation Gomorrha am 25./26. Juli 1943 nieder, bevor einen Tag später der gesamte Hammerbrook mit sämtlichen kirchlichen Gebäuden und Archiven vernichtet wurde.

## Neue Kirche
Nach Kriegsende baute die Gemeinde zunächst auf dem Trümmergrundstück der alten Kirche aus den Trümmern des  Konfirmandensaals mit einfachsten Mitteln Gemeinderäume, eine Pastorenwohnung und eine Kapelle, die Dankeskapelle, die am 5. Dezember 1948 eingeweiht wurde. Da sich dieser Bereich zum Gewerbegebiet entwickelte, erwarb die Gemeinde 1963 ein Grundstück etwa 500 Meter weiter östlich an der Süderstraße/Ecke Osterbrook, näher an der verbliebenen Wohnbebauung.
Hier wurde 1974 die neue Kirche mit einem direkt angebauten Pastoratsgebäude nach Plänen des Architekten und Kirchenvorstehers Hans Gruß errichtet. Aus der Kapelle in die Kirche übernommen wurde die 1956 von der Firma Walcker (opus 3593) erbaute Orgel mit 10 Registern auf zwei Manualen und Pedal. Über dem Altar hing bis 2014 der Tittmoninger Kreuzweg, ein Geschenk des aus der Gemeinde stammenden Künstlers Hansen-Bahia. 1995 entstand neben der Kirche an Stelle eines Behelfsbaus von 1963 das neue Gemeindehaus nach Plänen von Bernhard Hirche. 2014 und 2016 erfolgte eine Sanierung und Modernisierung des Kirchenraums. An die Stelle des Kreuzwegs als Altarbild trat ein Druck von Jörgen Habedank mit dem Titel Lichterstadt.
Die neue Dankeskirche war bei ihrer Einweihung Pfarrkirche einer eigenen Gemeinde, die den damaligen Stadtteil Hamm-Süd umfasste. Zum Jahresbeginn 1999 schlossen sich die Hammer evangelisch-lutherischen Gemeinden der Simeon-, Paulus-, Dreifaltigkeits- und Dankeskirche wegen sinkender Mitgliederzahlen und Kirchensteuereinnahmen wieder zu einer Gemeinde, der Ev.-luth. Kirchengemeinde zu Hamburg-Hamm, zusammen. Die der Dankeskirche benachbarte Wichernkirche, die mit der Dankeskirche von 1947 bis 1972 eine Gemeinde gebildet hatte, blieb hingegen selbständig. In ihr fand der Chor der Dankeskirche (Dankeskantorei) eine neue Heimat.
Nach langer Diskussion wurde die Dankeskirche, wie zuvor schon die Simeonkirche, im Jahr 2021 aufgegeben und entwidmet. Der Entwidmungsgottesdienst fand am 24. Oktober 2021 statt. Das seitdem leerstehende Gebäude wurde im November 2024 abgerissen.

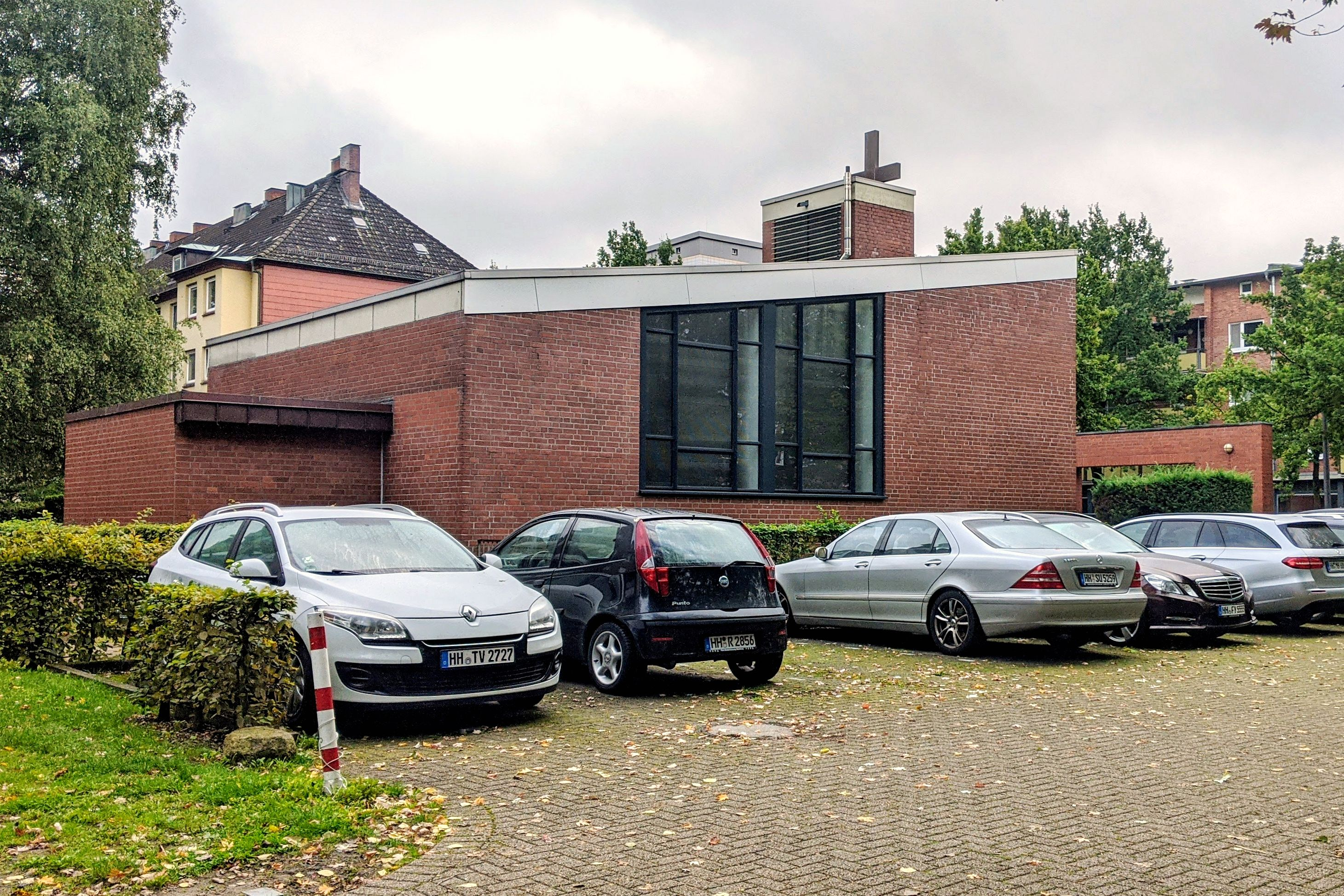
Ansicht von Westen (Osterbrook)
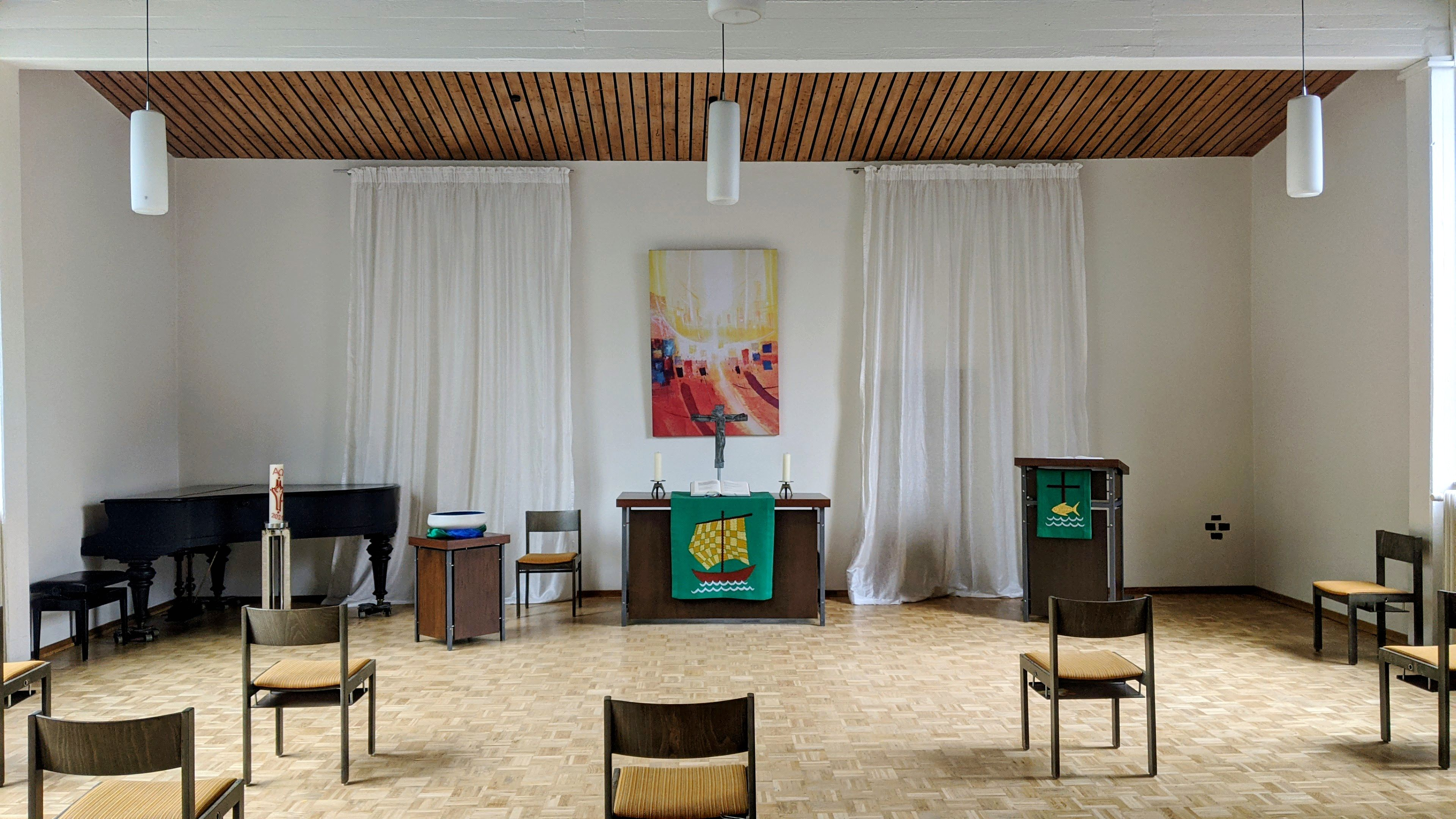
Altarraum mit „corona-gerechter“ Bestuhlung
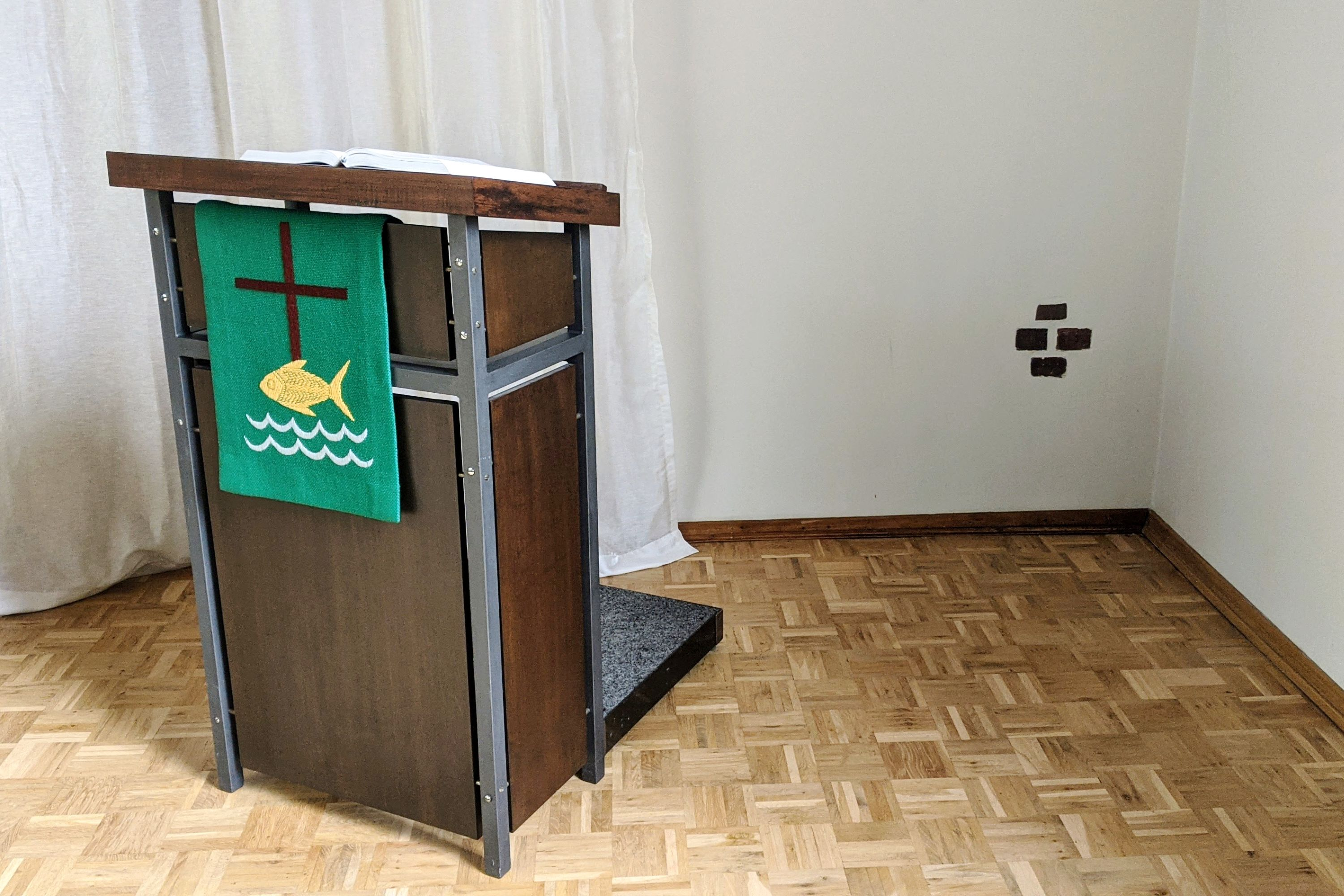
Detail: Vier Ziegelsteine aus der alten Kirche
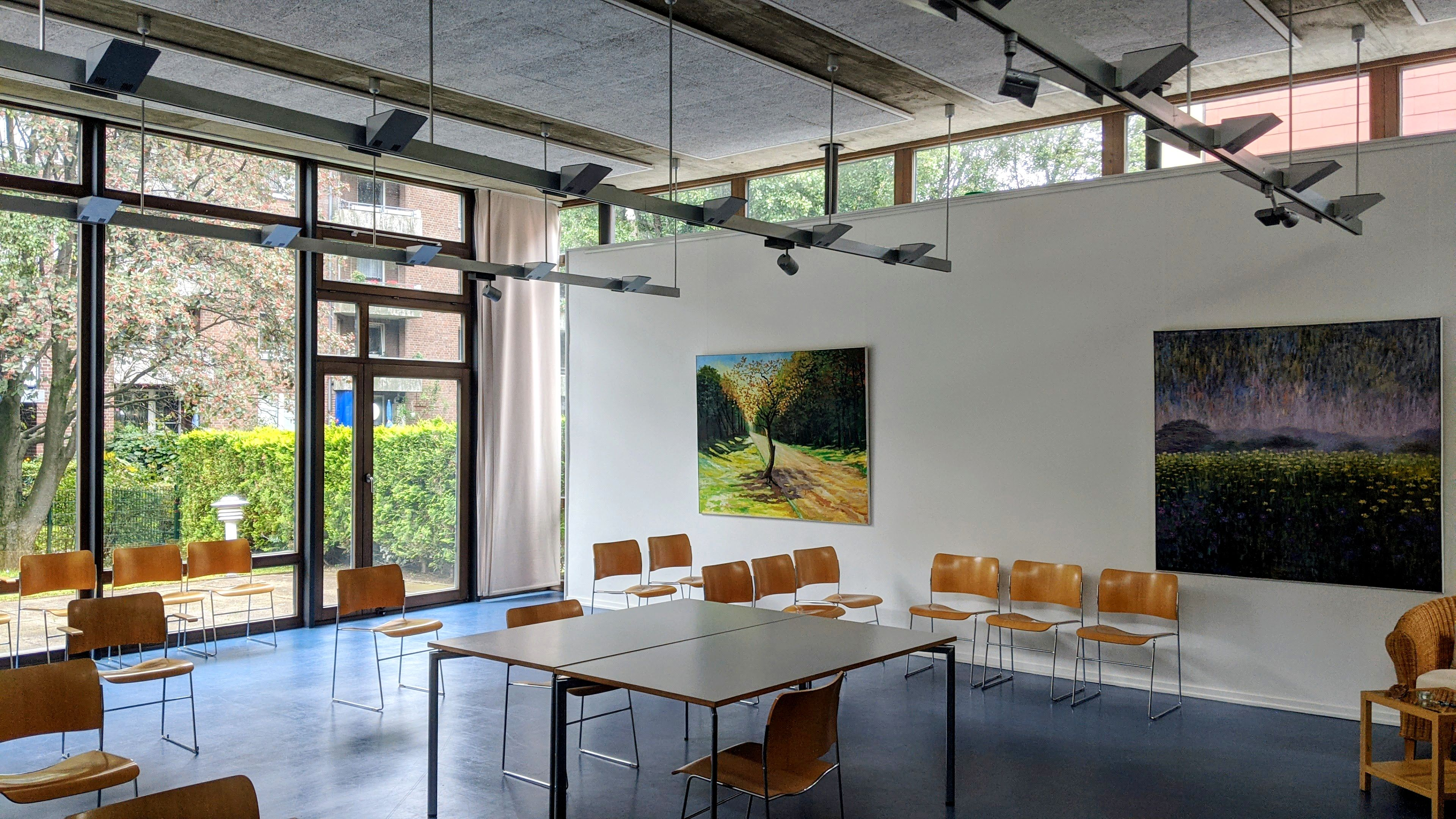
Gemeindesaal